# Casimiroa sapota
Casimiroa sapota là một loài thực vật có hoa trong họ Cửu lý hương. Loài này được Oerst. mô tả khoa học đầu tiên năm 1857.